# パキスタン陸軍ヘリコプターMi-17墜落事件 (2009年)

事件地域の地図

2009年のパキスタン陸軍ヘリコプターMi-17墜落事件（パキスタンりくぐんヘリコプターMi-17ついらくじけん）は、2009年7月3日にパキスタン北西部の連邦直轄部族地域オーラクザイ管区で発生したヘリコプター墜落事件である。墜落したヘリコプターはパキスタン陸軍が所有する中型多目的ヘリコプターMi-17であり、搭乗していた41人全員が死亡した。
墜落の原因についてパキスタン軍は「技術的欠陥によるもの」と説明したが、いくつかのメディアは過激派の活動による墜落であるという地元民の言及を報じた。墜落地点はペシャーワルから20キロメートルの距離にあるチャパー・フェローズ・ケールであり、オーラクザイ管区とハイバル管区の境界付近であった。この地域は人里から離れており、また過激派の支配地域であったことから、救出活動を困難なものにした。
公式説明では死亡した兵士の数は26人とされたが、他の報道では41人が搭乗しており、その全員が死亡したと報じられた。その中には準軍事組織である辺境州防衛部隊の隊員が19人が含まれており、加えて18人の軍関係者と4人の運航乗員がいた。ヘリコプターMi-17機の最大収容人数は通常、乗客32名が限界であった。搭乗者の多くは、休暇に行く予定であった。
墜落したヘリコプターは、パキスタン北西部のアフガニスタン国境沿いにある、連邦直轄部族地域クッラム管区の本部パラチナルから出発し、パキスタン北西部カイバル・パクトゥンクワ州の州都ペシャーワルへ向かう予定であった。この地域では以前から、過激化による地上からの砲撃を受けたヘリコプターがあり、4人の死傷者が発生したとの未確認報道がなされていたが、軍統合広報局はこれを否定した。墜落発生当時、この地域ではイスラム組織アルカーイダと関連のある過激派に対する作戦が進行中であった.。過激派は航空機を撃墜し、イスラム組織ターリバーンが操縦士を捕獲したと主張した。仮にこれが事実である場合、この墜落はイスラム組織とパキスタン軍の衝突における最初の撃墜事件である。

## 調査
陸軍参謀長アシュファク・キヤニは調査を命じたが、墜落事件と過激派の砲撃の事実関係について、いくつかの憶測を呼び起こした。事件現場地域が過激派の軍事拠点であったという事実、そして過激派が低高度の航空機を砲撃可能な12.7ミリメートル機関銃を所持していたことに基づく推論であった。
戦闘ヘリコプターや輸送ヘリコプターは通常、地上からの砲撃を避けるため、高い高度を飛行します。
公式発表では、実際の原因を特定するまでに、しばらくの時間がかかるだろうと述べられた。
これは長期にわたる課題です。
操縦士が緊急着陸を要請していたとの情報もあり、過積載が原因であるとも述べられた。墜落したヘリコプターは山岳の上を低高度で飛行していたとの証言も挙げられた。事件当時、この地域の天候は良好ではなかった。公式発表によると、
天候は悪く、ヘリは低高度を飛行していた。悪天候が原因であると判断することも、過積載が原因であると判断することも、どちらとも可能です。しかしながら私たちは、残骸を回収するまで、明確な回答をすることはできません。

## ターリバーンによる主張
事件後、イスラム組織ターリバーンはペシャーワル近郊の部落ダッラ・アダム・ケール付近において、墜落との関係性について主張を行った。ムハンマドと名乗るターリバーンの報道官はフランス通信社を呼び、次の通り述べた。
私たちはヘリコプターを撃墜した。これは南ワジリスタンにおけるパキスタンの軍事行動に対する報復である。
パキスタン軍の報道官はこれを認めず、原因について「技術的欠陥によるもの」と繰り返した。報道官はさらに、次の通り述べた。
ターリバーンの過激派は、しばしば誤った主張をします。